# Ateuchus laetitiae
Ateuchus laetitiae là một loài bọ cánh cứng trong họ Bọ hung (Scarabaeidae).